# Богуш, Станислав Александрович
Станисла́в Алекса́ндрович Бо́гуш (укр. Богуш Станіслав Олександрович; 25 октября 1983, Запорожье, Украинская ССР, СССР) — украинский футболист, вратарь.
Осенью 2008 получил первый вызов и сыграл первую игру за национальную сборную Украины.

## Биография

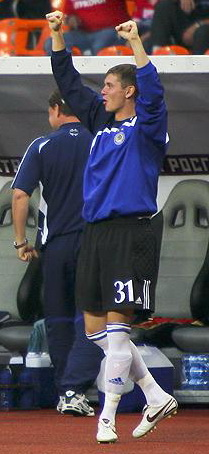
В форме киевского «Динамо»

### Клубная карьера
Воспитанник СДЮШОР «Металлург» (тренеры — Эдуард Тимошенко и Валентин Гришин). Выступал за запорожские «Металлург» и «Металлург-2». В Высшей лиге чемпионата Украины дебютировал 14 марта 2004 года в домашней игре с «Днепром» (0:0). В чемпионате Украины (высшая лига) сыграл 22 матча (пропустил 23 мяча), в Кубке Украины 1 матч (1 пропущенный), в составе «Металлурга-2» 21 матч (18 пропущенных), дублирующем составе 10 матчей (10 пропущено).
Летом 2008 года перешёл из запорожского «Металлурга» в «Динамо» (Киев).
С августа 2008 года — игрок клуба «Динамо» (Киев). Богуш быстро стал основным вратарём команды, вытеснив из основного состава на скамейку запасных Александра Шовковского, который долгое время был первым вратарём Украины. С начала чемпионата Украины 2008/09 не пропускал голов в течение 783 минут (с 5 по 12 тур). Референдум газеты «Команда», в котором участвуют капитаны и тренеры команд украинской премьер-лиги, а также журналисты, назвал Богуша лучшим игроком октября в чемпионате Украины.
В сезоне 2009/10 основным вратарём «Динамо» снова был Шовковский. В марте 2010 года Богушу прооперировали связки колена. Врачи оценили период реабилитации в 4–6 месяцев. Затем потребовались другие хирургические операции; более двух лет он не играл за первую команду клуба. Был заявлен за «Динамо-2» (Киев).

### Карьера в сборной
Выступал за юношеские и юниорские сборные Украины. За сборную до 19 лет провёл 5 матчей (4п), за сборную до 21 года провёл 3 матча (1п).
В сентябре 2008 года был впервые вызван в национальную сборную Украины, однако обе игры провёл на скамейке запасных. В воротах же стоял Пятов. Впервые за национальную сборную Богуш вышел на поле 19 ноября 2008, в товарищеском матче против Норвегии, отыграл весь матч полностью и ворота отстоял в неприкосновенности. Первый же официальный матч за сборную Украины провёл 10 июня 2009 года, против сборной Казахстана.

## Достижения
Командные
- Чемпион Украины (1): 2008/09

Индивидуальные
- Лучший вратарь Украины 2008 года по версии читателей UA-Футбол[5]

## Личная жизнь
Станислав Богуш женился 12 июня 2009 года на киевлянке Алёне.